# Leroy Carter
Leroy Bert Carter (24 de fevereiro de 1999) é um jogador de rugby neozelandês, que joga na posição de back.

## Carreira
Ele assinou com o time de treinamento mais amplo dos Chiefs em 2020. Carter foi nomeado para o time All Blacks Sevens para os Jogos da Commonwealth de 2022 em Birmingham. Ele ganhou uma medalha de bronze no evento. Foi um dos doze convocados para representar a seleção nacional nos Jogos Olímpicos de Verão de 2024.